# Szombathely
Szombathely (pronuncia ungherese [ˈsombɒthɛj]) (in latino: Savaria o Sabaria o Sabatia; in tedesco: Steinamanger; in croato Sambotel; in slovacco Kamenec; in serbo Coмбатхељ, Sombathelj) è la città più antica dell'Ungheria, capoluogo della contea di Vas.

## Geografia
La città si trova nella regione dell'Alpokalja, a metà strada fra i Monti Kőszeg e il fiume Rába, è attraversata dai fiumi Perint e Gyöngyös, che confluiscono appunto nella Rába pochi chilometri a sud-ovest della città. Dista meno di 100 km dal lago Balaton e circa 10 chilometri dal confine austriaco.

## Etimologia
Il nome di questo centro abitato significa letteralmente "posto del sabato" (dalle due parole ungheresi szombat, sabato ed hely, posto) in quanto anticamente proprio in tal giorno ogni settimana si svolgeva un mercato molto frequentato che attirava compratori e commercianti dalle regioni e dai Paesi limitrofi.

## Storia

### La nascita e gli albori di Savaria
Le origini di Szombathely sono da cercare molto lontano, tanto da essere la città più antica del territorio magiaro.
La sua fondazione è fatta risalire al 43 d.C. con il nome di Colonia Claudia Savariensum e ben presto divenne centro importante della Pannonia Superior, dal IV secolo capoluogo di Pannonia Prima, provincia dell'Impero Romano. Assunse il nome di Savaria e divenne un importante snodo nella cosiddetta via dell'Ambra. Fu una città fiorente con tanto di sede imperiale, terme e un anfiteatro.
Savaria nei secoli successivi conobbe un crescente sviluppo nella popolazione, nel commercio e fu un centro di accoglienza e propagazione del Cristianesimo, diede anche i natali a San Martino di Tours nel 316.
Quando l'imperatore Diocleziano riorganizzò amministrativamente l'Impero il rango di capoluogo fu dato alla città, della Pannonia Prima.
Nel V secolo la fortuna di Savaria sembrò finire: tra il 441 e il 445 la città fu conquistata dagli Unni di Attila, per poi essere distrutta da un violento terremoto che la squassò nel 458.

### Savaria/Szombathely nel Medioevo
Nonostante questi eventi sconvolgenti, la città continuò ad esistere seppur scarsamente abitata.
Il suo volto e la sua popolazione, però, subirono consistenti modifiche.
La ricostruzione fu avviata con difficoltà: le mura furono riedificate e molti edifici furono costruiti con le pietre dei ruderi delle precedenti costruzioni di età romana.
La popolazione di origine latina, essendo ormai l'Impero Romano decaduto, iniziò ad andare via soprattutto verso l'Italia e al posto di questa si stanziarono popolazioni barbare perlopiù appartenenti al ceppo gotico e longobardo.
Nel 567 i longobardi, volendo occupare l'Italia, sotto l'iniziativa del loro re Alboino offrirono Savaria e il resto della Pannonia agli avari affinché questi ostacolassero i bizantini.
Agli avari si avvicendarono dopo poco tempo alcune tribù slave.
Nel 795 queste furono sconfitte dalle truppe di Carlo Magno, re dei franchi, che occupò e visitò personalmente Savaria in quanto città che aveva dato i natali a San Martino.
La città rimase in mano ai franchi fino all'875 quando fu donata da Arnolfo di Carinzia al vescovo di Salisburgo,per poi passare repentinamente nelle mani dei moravi che la persero con altrettanta velocità per l'arrivo dei magiari nel 900 circa.
Nel 1009 Stefano I d'Ungheria la pose sotto la giurisdizione della neofondata diocesi di Győr.
Trovandosi all'estremo limite occidentale del Regno di Ungheria, Szombathely subì più di altre città il peso della guerra, che tra il 1042 e il 1044 oppose l'imperatore Enrico III il Nero a Samuele Aba d'Ungheria.
Esattamente duecento anni dopo fu distrutta durante l'invasione dell'Ungheria ad opera dei Mongoli: nonostante ciò venne ricostruita e lentamente riprese ad essere una città prospera.
Nel 1407 le fu assegnato lo status di città e nel 1578 fu posta come capoluogo della provincia del Regno ungherese denominata Vas.

### La città nell'epoca moderna
La prosperità ritrovata durò per circa due secoli, fin quando István Bocskai non la occupò con le sue truppe, durante una spedizione da lui organizzata contro gli Asburgo.
Sessant'anni più tardi Szombathely fu ancora oggetto di questioni belliche, stavolta da parte delle truppe dell'Impero ottomano che occuparono la zona ad essa circostante prima nel 1664 quando furono sconfitti nella vicina Szentgotthárd e in seguito nel 1683 quando tentarono di occupare Vienna dopo un lungo assedio.
In ambo i casi, nonostante le distruzioni compiute dalle truppe del Sultano in ritirata in numerosi centri, la città non fu occupata grazie alle sue mura che riuscirono a respingere gli attacchi nemici.
Dopo un periodo di relativa tranquillità, Szombathely fu di nuovo coinvolta nelle vicende nazionali ungheresi appoggiando la rivolta antiasburgica intrapresa da Ferenc Rákóczi (1703-1711).

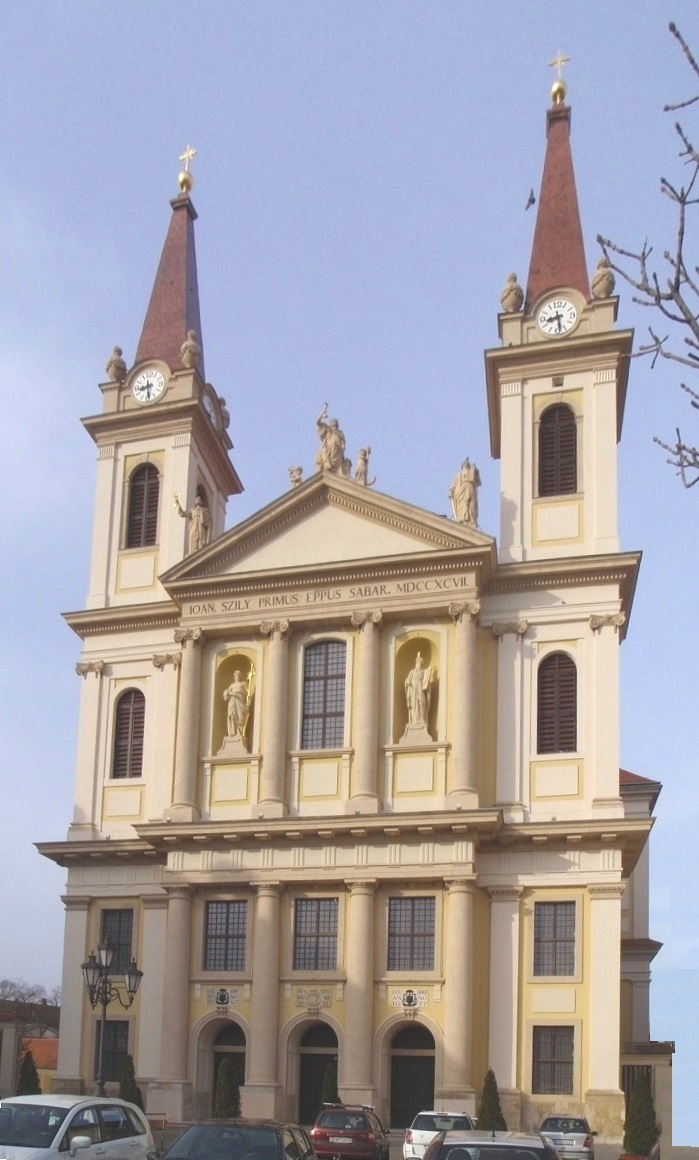
La cattedrale di Szombathely

Durante i primi vent'anni del XVIII secolo si verificarono due eventi che la segnarono profondamente: il primo fu una pestilenza che uccise più di duemila abitanti, in seguito, nel 1716, un incendio causò danni imponenti alle strutture urbane.
A seguito di ciò la città fu ripopolata da nuovi abitanti per lo più di origine tedesca che per molti anni a seguire costituirono la maggioranza etnica della popolazione.
L'ennesima rinascita dell'antico centro abitato trovò i suoi fautori prima in Ferenc Zichy, vescovo di Győr, che fece costruire un ginnasio, e in Maria Teresa d'Asburgo che costituì la Diocesi di Szombathely e poi proprio nel neovescovo János Szily che riportò a nuova vita numerosi edifici ridotti in macerie, riorganizzando l'assetto urbanistico, facendo costruire la Cattedrale (dai bellissimi affreschi), il Seminario (con fornitissima biblioteca) e il Palazzo vescovile (in cui allestì uno dei primi musei archeologici del paese danubiano).
Nel 1809 le truppe di Napoleone occuparono la città e la tennero nelle loro mani per 110 giorni. Ingegneri francesi costruirono in questo periodo il Palazzo del Comitato.
Nel 1813 il colera colpì il centro transdanubiano uccidendo molte persone, e nel 1817 fu dilaniato da un nuovo incendio che distrusse i 2/3 dell'area urbana.
La Rivoluzione borghese ungherese del 1848-'49 (inserita a pieno titolo nel quadro più vasto della cosiddetta Primavera dei popoli che infiammò l'Europa in quegli anni), nonostante l'appoggio della cittadinanza magiara, non toccò Szombathely, in quanto lontana dai teatri degli scontri e saldamente in mano agli Asburgo e a seguito della firma dell'Ausgleich(o Compromesso) si ebbe un nuovo periodo di pace e splendore.
Proprio in questo lasso di tempo la città fu raggiunta dalla ferrovia e divenne uno snodo di primaria importanza per la sua posizione centrale nell'Impero austro-ungarico; la crescita economica favorì anche l'espansione della superficie urbana che finì per inglobare i sobborghi di Ó-Perint e Szentmárton.
Lo sviluppo non si arrestò neanche negli anni successivi e per tutto il prosieguo del XIX secolo videro la luce nuovi e importanti edifici quali il museo, le terme, monasteri e numerose ville; in più la città si dotò di un'orchestra. In questi anni la città diventò un centro industriale dell'Ungheria occidentale.

### Il XX e il XXI secolo
A seguito della Grande Guerra e del trattato del Trianon del 1920 che diede vita ad un'Ungheria indipendente, Szombathely si trovò dall'essere nel cuore dell'ormai disfatto impero austro-ungarico a diventare una città di confine, distante solo 10 km dalla neonata frontiera austriaca.
Quando Carlo I d'Austria-Ungheria (che seguendo la linea della corona ungherese è denominato come Carlo IV) fu nominato re dal nuovo Parlamento Ungherese, fu acclamato con grande gioia a Szombathely, ma i suoi tentativi di riprendere il trono fallirono.
Nonostante la buia parentesi della guerra, la città continuò nei primi anni venti il suo sviluppo che vide la costruzione di nuove scuole e soprattutto di un ospedale all'avanguardia nel contesto della regione del Transdanubio.
Tutto il periodo fra le due guerre fu all'insegna di questa tendenza positiva, fin quando non esplose la seconda guerra mondiale.
Durante il conflitto la città assunse un ruolo importante in funzione logistica per le forze dell'Asse, in quanto importante snodo ferroviario, sede di un aeroporto e di una caserma.
Questa condizione la rese chiaramente obiettivo di massicci bombardamenti che nel 1944 e nel 1945 furono operati da bombardieri americani che decollavano dall'Italia.
Uno di questi bombardamenti colpì – sembra di proposito – la cattedrale settecentesca, distruggendone l'imponente ciclo di affreschi realizzati – su commissione del vescovo János Szily – da Franz Anton Maulbertsch e da altri insigni pittori danubiani.

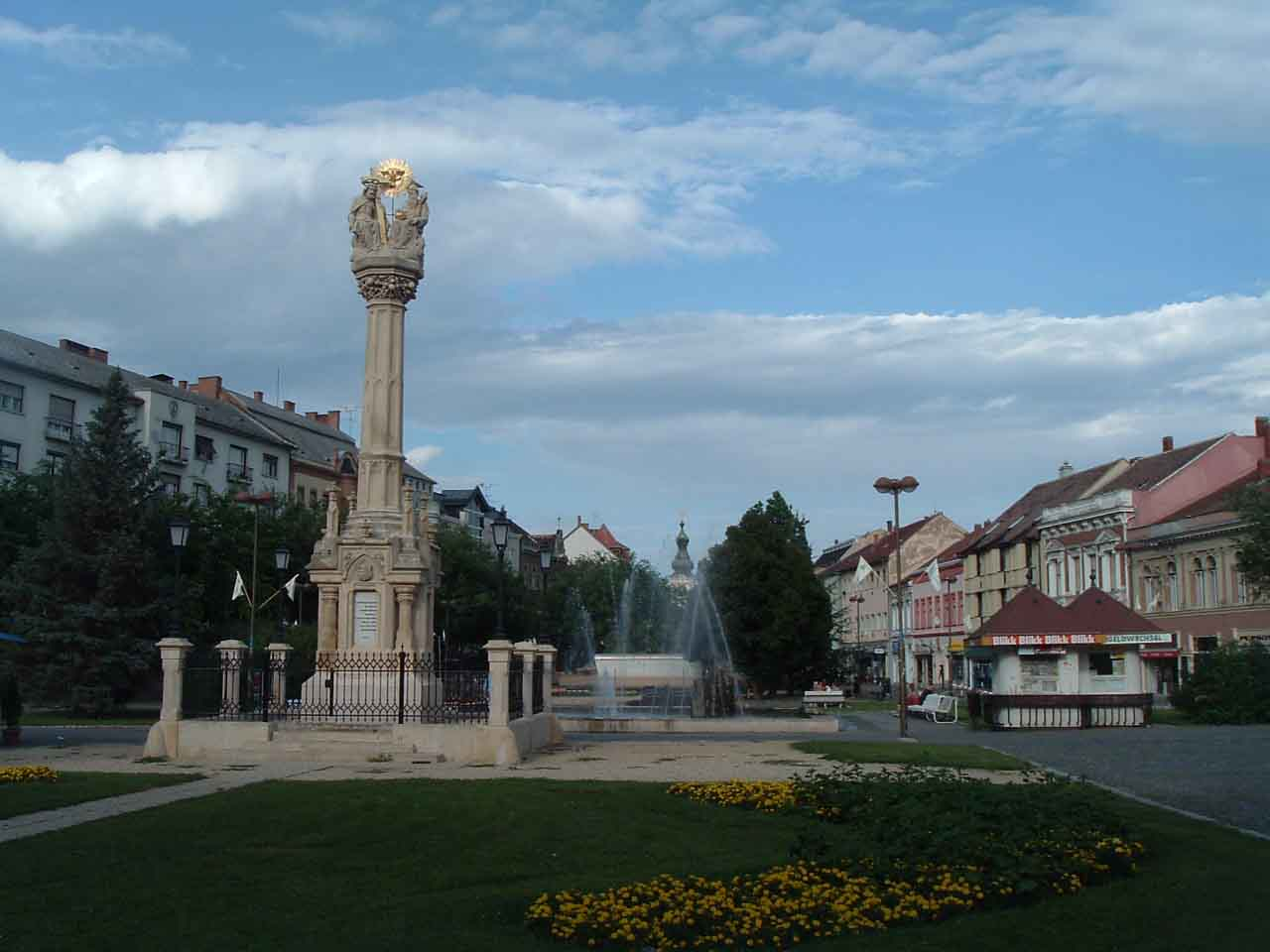
La piazza principale di Szombathely.

Il 28 marzo 1945 il capoluogo e i suoi dintorni furono lo sfondo dell'avanzata dell'esercito dell'Unione Sovietica che ricacciò nei confini tedeschi le truppe del Terzo Reich presenti in Ungheria e che in seguito occupò il centro abitato.
Il secondo dopoguerra vide la ricostruzione della città e una sua ripresa, testimoniata da un'ulteriore espansione urbanistica (furono inglobati i sobborghi di Gyöngyöshermán, Gyöngyösszőlős, Herény, Kámon, Olad, Szentkirály, Zanat e Zarkaháza).
Durante la Rivoluzione Ungherese del 1956 la cittadinanza di Szombathely partecipò con grande impeto e anche qui, come in altre parti del Paese magiaro, la repressione dell'Armata Rossa fu durissima e causò numerose vittime.
Dopo tale tragico episodio, la città negli anni settanta fu protagonista di un'importante industrializzazione, e nuove opere pubbliche arricchirono il patrimonio urbano come la biblioteca provinciale, una piscina pubblica coperta e una galleria d'arte.
Negli anni novanta la città chiusa durante il comunismo (le parti vicino alla frontiera occidentale erano chiuse per ognuno, ad eccezione degli abitanti) si aprì in ogni direzione: Szombathely diventò un centro del Transdanubio, e creò rapporti politici ed economici anche con l'Austria.
Nel 2006, grazie ai fondi provenienti dall'Unione europea Szombathely poté rimettere in sesto il centro cittadino, e in particolare la piazza principale.

## Amministrazione

### Gemellaggi
- Kaufbeuren, Germania
- Lappeenranta, Finlandia
- Maribor, Slovenia
- Lecco, Italia
- Ferrara, Italia
- Ramat Gan, Israele
- Oberwart, Austria

## Sport

### Calcio
La squadra principale della città è il Szombathelyi Haladás.